# Koninklijke Willen Is Kunnen Eine
Koninklijke Willen Is Kunnen Eine, afgekort KWIK Eine, is een Belgische voetbalclub uit Eine. De club is aangesloten bij de KBVB met stamnummer 4294 en heeft rood en wit als kleuren. De club speelde het grootste deel van haar bestaan in de provinciale reeksen, al speelde men begin 21ste eeuw wel enkele jaren nationaal.

## Geschiedenis
Halverwege de jaren 40 sloot Willen Is Kunnen Eine (WIK Eine) zich aan bij de Belgische voetbalbond en ging er van start in de provinciale reeksen. Eine bleef de rest van de eeuw op het provinciale niveau spelen.
In 1966/67 werd WIK Eine kampioen in tweede provinciale en promoveerde voor het eerst naar de hoogste provinciale reeks. Daarna volgden echter twee degradaties in vijf jaar tijd en de club zakte in 1973 terug naar derde provinciale. De club zou echter gauw weer meer succes kennen. In 1974/75 werd het eerste elftal al tweede in zijn reeks. In 1976 haalde ook het eerst elftal weer een titel en promoveerde men weer naar tweede provinciale. In 1980 volgde weer de degradatie. Eine bleef de rest van de eeuw op het provinciale niveau spelen.
Eind jaren 90 bleek Eine jaar na jaar een van de toppers in eerste provinciale. Na een minder seizoen met een plaats in de middenmoot in 2000, haalde Eine in 2001 opnieuw een vierde plaats. Eine mocht naar de Oost-Vlaamse provinciale eindronde en kon die succesvol afsluiten. Voor het eerste in de clubgeschiedenis promoveerde de club zo naar de nationale reeksen.
Ook in vierde klasse deed KWIK Eine het goed en men sloot het eerste seizoen af op een zesde plaats. Ook het tweede seizoen werd beëindigd in de middenmoot, maar in zijn derde jaar strandde KWIK Eine op de laatste plaats van zijn reeks. Na drie jaar nationaal voetbal degradeerde men zo in 2004 opnieuw naar eerste provinciale. Daar bleek Eine toch een van de sterkeren en nog een jaar later keerde de club alweer terug in vierde klasse. Opnieuw bleek het nationale niveau te moeilijk en men eindigde er het seizoen 2005/06 meteen weer op een degradatieplaats.
Eine zakte weer naar eerste provinciale. Ditmaal kon men niet terugkeren naar de nationale reeksen. De club bleef in de hoogste provinciale reeks, tot men ook daar in 2010 degradeerde en verder zakte naar tweede provinciale. Na een paar moeilijke seizoenen wist KWIK Eine in 2013 de eindronde te behalen en kon daar terug promotie naar eerste provinciale afdwingen. In seizoen 2015/16 eindigde Eine als voorlaatste in de stand en zakte zo naar tweede provinciale. Na een sterk seizoensbegin in 2016 en een iets mindere tweede seizoenshelft eindigde KWIK Eine op een tiende plaats in het klassement.
In seizoen 2016/17 eindigde KWIK Eine op een laatste plaats met 17 punten en degradeerde zo naar derde provinciale. Het daaropvolgend seizoen (2018/19) werd KWIK Eine 2de, na kampioen KFC Gavere/Asper. De eindronde werd zonder succes afgewerkt.
Seizoen 2019/20 werd na 25 speeldagen stopgezet door de Coronacrisis. KWIK Eine werd uitgeroepen tot kampioen met 60 punten, 4 punten meer dan vicekampioen Maarkedal. Eine promoveert zo naar tweede provinciale.

## Nieuw logo
In 2017 kreeg KWIK Eine een nieuw logo. Wit-rood van hun clubkleuren, de gouden tint en kroon van het 50-jarige bestaan, de bizons zijn een link naar de befaamde bizon-brug in Eine.

## Resultaten
| Seizoen | Klasse | Klasse | Klasse | Klasse | Klasse | Klasse | Klasse | Klasse | Klasse | Reeks                                                    | Punten                                                   | Beker                                                    |
|         | I      | I      | II     | III    | IV     | P.I    | P.II   | P.III  | P.IV   |                                                          |                                                          |                                                          |
| ------- | ------ | ------ | ------ | ------ | ------ | ------ | ------ | ------ | ------ | -------------------------------------------------------- | -------------------------------------------------------- | -------------------------------------------------------- |
| 2001/02 |        |        |        |        | 6      |        |        |        |        | vierde klasse                                            | 48                                                       |                                                          |
| 2002/03 |        |        |        |        | 8      |        |        |        |        | vierde klasse                                            | 40                                                       |                                                          |
| 2003/04 |        |        |        |        | 16     |        |        |        |        | vierde klasse                                            | 23                                                       |                                                          |
| 2004/05 |        |        |        |        |        | 4      |        |        |        | eerste provinciale                                       | 50                                                       | 3R                                                       |
| 2005/06 |        |        |        |        | 14     |        |        |        |        | vierde klasse                                            | 33                                                       | 2R                                                       |
| 2006/07 |        |        |        |        |        | 9      |        |        |        | eerste provinciale                                       | 41                                                       | 1R                                                       |
| 2007/08 |        |        |        |        |        | 6      |        |        |        | eerste provinciale                                       | 49                                                       |                                                          |
| 2008/09 |        |        |        |        |        | 13     |        |        |        | eerste provinciale                                       | 36                                                       |                                                          |
| 2009/10 |        |        |        |        |        | 16     |        |        |        | eerste provinciale                                       | 26                                                       |                                                          |
| 2010/11 |        |        |        |        |        |        | 11     |        |        | tweede provinciale                                       | 37                                                       |                                                          |
| 2011/12 |        |        |        |        |        |        | 11     |        |        | tweede provinciale                                       | 39                                                       |                                                          |
| 2012/13 |        |        |        |        |        |        | 3      |        |        | tweede provinciale                                       | 58                                                       |                                                          |
| 2013/14 |        |        |        |        |        | 7      |        |        |        | eerste provinciale                                       | 41                                                       |                                                          |
| 2014/15 |        |        |        |        |        | 9      |        |        |        | eerste provinciale                                       | 41                                                       |                                                          |
| 2015/16 |        |        |        |        |        | 15     |        |        |        | eerste provinciale                                       | 22                                                       |                                                          |
|         | 1A     | 1B     | 1Am    | 2Am    | 3Am    | P.I    | P.II   | P.III  | P.IV   | Vanaf 2016-17 zijn er 3 nationale en 2 regionale niveaus | Vanaf 2016-17 zijn er 3 nationale en 2 regionale niveaus | Vanaf 2016-17 zijn er 3 nationale en 2 regionale niveaus |
| 2016/17 |        |        |        |        |        |        | 10     |        |        | tweede provinciale                                       | 42                                                       |                                                          |
| 2017/18 |        |        |        |        |        |        | 16     |        |        | tweede provinciale                                       | 17                                                       |                                                          |
| 2018/19 |        |        |        |        |        |        |        | 2      |        | derde provinciale                                        | 42                                                       |                                                          |
| 2019/20 |        |        |        |        |        |        |        | 1      |        | derde provinciale                                        | 60                                                       |                                                          |
| 2020/21 |        |        |        |        |        |        | -      |        |        | tweede provinciale                                       | stopgezet                                                |                                                          |
| 2021/22 |        |        |        |        |        |        | 12     |        |        | tweede provinciale                                       | 31                                                       |                                                          |
| 2022/23 |        |        |        |        |        |        | 12     |        |        | tweede provinciale                                       | 34                                                       |                                                          |
| 2023/24 |        |        |        |        |        |        | 11     |        |        | tweede provinciale B                                     | 35                                                       |                                                          |
| 2024/25 |        |        |        |        |        |        | 15     |        |        | tweede provinciale B                                     | 21                                                       |                                                          |
| 2025/26 |        |        |        |        |        |        |        |        |        | derde provinciale A                                      |                                                          |                                                          |

## Bekende (-ex)spelers
- Lander Van Steenbrugghe
- Tom Vandenbossche
- Wouter Degroote